# Středokamčatský hřbet
Středokamčatský hřbet (rusky Срединный хребет) je horské pásmo na poloostrově Kamčatka. Táhne se středem poloostrova v severojižním směru.
V pohoří leží vrcholy
- Chuvchoj, 2 618 m
- Alněj, 2 581 m
- Ostraja sopka, 2 539 m
- Meždusopočnyj, 1 641m
- Šišel, 2 525 m
- Uksičan, 1 692 m
- Ičinskaja sopka, 3 621 m - nejvyšší
- Changar, 2 000 m

Pohoří je poseto malými ledovci, díky čemuž je Kamčatka nejzaledněnější oblastí severovýchodní Asie s 906 km² ledovců.